# Italia - Viaggio nella bellezza
Italia - Viaggio nella bellezza è stata una serie di programmi, documentari e prodotti multimediali, nata dalla collaborazione tra la Rai e il Ministero dei beni e delle attività culturali e del turismo, "per la promozione e valorizzazione del patrimonio culturale e artistico italiano". La sigla è Fly di Michele Biki Panitti (Ed. Musicali Rai Trade).

## Produzione
I documentari sono in alta definizione, in vista della possibile distribuzione internazionale. Radio3 partecipa con Museo Nazionale, uno spazio dedicato all'arte.
Il progetto complessivo si divide, principalmente, in:
- Viaggio nella bellezza, serie nella quale si mostrano, a seconda del tema della puntata, città e siti archeologici più o meno conosciuti;
- Signorie, serie nella quale si raccontano le principali signorie italiane;
- Potere e bellezza, serie nella quale si raccontano le principali dinastie italiane.

Perlopiù, i documentari sono stati girati nel 2015. La serie Viaggio nella bellezza è l'unica ad essere ancora oggi prodotta.
Alcune puntate di Signorie sono state riprese e commentate da Il tempo e la storia nelle stagioni 2015-2016 e 2016-2017.